# Ľudovít Zlocha
Ľudovít Zlocha (Kopčany, 17 maggio 1945) è un ex calciatore cecoslovacco, di ruolo difensore.
Anche suo fratello maggiore Ján è stato un calciatore.